# Видавництво в Україні
Видавни́цтво — спеціалізоване підприємство, основним видом діяльності якого є підготовка і випуск у світ видавничої продукції (Закон від 05.06.1997 р. № 318/97-ВР «Про видавничу справу»).
Видавництво — це створене у відповідній організаційно-правовій формі підприємство, головним змістом діяльності якого є підготовка, випуск і реалізація різних видів друкованих, електронних та комбінованих видань (за М. С. Тимошиком). Державний комітет телебачення і радіомовлення України за визначеним порядком вносить видавництва в Україні до Державного реєстру видавців, виготівників і розповсюджувачів видавничої продукції.

## Типи видавництв
Типи сучасних видавництв та їх систем поділяються за такими ознаками:
- форма власності;
- форма об'єднання майна засновників;
- спосіб формування статутного фонду;
- економічна природа господарювання;
- обсяг випущеної продукції;
- тематичний репертуар видань;
- читацьке коло;
- знаковий принцип творення видання;
- структурна підпорядкованість.

### За формою власності
За формою власності видавництва сьогодні значно відрізняється від радянських. Залежно від форм власності, передбачених законодавством, в Україні можуть створюватися й діяти видавництва, як складові підприємств, таких видів:
- державне, що діє на основі державної власності;
- комунальне, що діє на основі комунальної власності територіальної громади;
- приватне, що діє на основі приватної власності громадян чи суб'єкта видавничої діяльності (юридичної особи);
- колективне, що діє на основі колективної власності.

### За формою об'єднання майна засновників
За формою об'єднання майна засновників існують:
- акціонерні товариства (АТ),
- товариства з обмеженою відповідальністю (ТОВ),
- товариства з додатковою відповідальністю (ТДВ).

### За способом формування статутного фонду
За способом формування статутного фонду видавництва можуть поділятися на унітарні та корпоративні. Унітарні — це таке видавництво, що створюється одним засновником. Він виділяє для цього майно, формує статутний фонд, затверджує статут, на засадах трудового найму формує штат працівників, безпосередньо або через найнятого фахівця керує колективом. Корпоративні — це таке видавництво, яке створюється за спільним рішення двох або більше засновників. Діє воно на основі спільної діяльності засновників чи на основі об'єднання майна. Керівництво таким підприємством здійснюється через органи, що створюються засновниками.

### За економічною природою господарювання
За економічною природою господарювання поділяються на два види видавництва: комерційні та некомерційні. Комерційні видавництва розглядають підготовлену і випущену власними силами видавничу продукцію як товар і її головна мета — одержання прибутку. Некомерційні видавництва випускають продукцію здебільшого у виробничих чи пропагандистських цілях.

### За обсягом випущеної продукції
За обсягом випущеної продукції видавництва поділяються на:
• великі
• середні
• малі
Велике видавництво — це таке видавництво, яке упродовж року випускає понад сто назв книг.
Середнє — від десяти до ста.
Мале — до десяти назв.
До малих видавництв в Україні можна віднести:
- суб'єкти видавничої справи, що видають до 10 назв на рік або сукупний наклад яких не перевищує 10 тис. видань на рік
- суб'єкти видавничої справи, валовий дохід від реалізованої продукції яких не перевищує 70 млн грн на рік (станом на 2013 рік)
- суб'єкти видавничої справи, в штаті яких працює до 5-10 працівників.

Станом на 2013 рік в Україні було зареєстровано 1450 малих видавництв і видавничих організацій  [Архівовано 21 грудня 2014 у Wayback Machine.].

### За тематичним репертуаром видань
За тематичним репертуаром видань, що випускають видавництва, поділяють на:
- вузькоспеціалізовані (випускають літературу тільки з чітко визначеним видом фахової літератури);
- специфічної тематики (спрямовані на окрему групу читачів, які споживають літературу на тему дозвілля, хобі, туризму, мистецтва, релігії).
- Універсальні (випускають літературу широкого профілю, від художніх бестселерів до науково-популярних видань).

### За читацьким колом
За читацьким колом розрізняють видавництва для дітей, для школярів, для молоді.

### За знаковим принципом
За знаковим принципом творення видань видавництва спеціалізуються на випуску текстових, електронних, нотних, картографічних, мистецьких видань.

### За структурною підпорядкованістю
За структурною підпорядкованістю можна виділити самостійні видавництва, філії, представництва.
Самостійне видавництво є юридичною особою, яке має відокремлене майно, печатку із своїм найменуванням та ідентифікаційним кодом, рахунки в банківських установах. Філії та представництва — це окремий підрозділ, що розташований поза місцезнаходженням самостійного видавництва і здійснює його інтереси в конкретному регіоні, нерідко — за кордоном.

## Порядок створення видавництва

### Законодавчі акти
Сучасна база для створення та реєстрації суб'єктів підприємницької діяльності і видавництв, є такі законодавчі акти:
- Цивільний кодекс України (від 16 січня 2003 року);
- Господарський кодекс України (від 16 січня 2003 року);
- Закон України «Про державну реєстрацію юридичних осіб та фізичних осіб — підприємців» (від 15 травня 2003 року);
- Указ Президента України «Про лібералізацію підприємницької діяльності та державну підтримку підприємництва» (від 12 травня 2005 року).

Нові закони, на підставі яких створюються та реєструються підприємства, вигідно відрізняються від попередніх простішою процедурою оформлення і реєстрації документів. Серед переваг виділимо такі:
- принцип «єдиного вікна», за яким довірена особа подає в одному місці пакет необхідних документів і в призначений час приходить за результатом;
- створення єдиного Державного реєстру, який забезпечить органи державної влади достовірною і повною інформацією про юридичних чи фізичних осіб — підприємців;
- більші можливості щодо вибору місця реєстрації;
- чіткий перелік документів, які подаються на реєстрацію;
- чіткі підстави реєстрації чи відмови в ній.

Уже перше ознайомлення з цими актами дає можливість визначити найбільш зручний і вигідний вид видавництва, його організаційно-правову форму. Серед найпоширеніших можна назвати:
- приватне видавництво, засноване на власності окремого громадянина України, з правом найняття працівників;
- колективне видавництво, засноване на власності колективу, кооперативу, іншого статутного товариства, громадської та релігійної організації;
- спільне видавництво, засноване на базі об'єднання майна різних власників;
- видавництво, засноване на власності юридичних осіб.

### Статут
Після вивчення нормативно-правової бази слідує розробка установчих документів. Рішення про створення або засновницький договір.
Наступний крок — це статут (положення). Він має містити відомості про найменування суб'єкта господарювання, мету і предмет діяльності, розмір і порядок утворення статутного та інших фондів, порядок розподілу прибутків і збитків, про органи управління і контролю, про умови реорганізації та ліквідації, про особливості організаційної форми видавництва, інші відомості, що не суперечать чинному законодавству. Крім того, Статут товариства з обмеженою відповідальністю повинен містити відомості про розмір часток кожного з учасників, розмір, склад та порядок внесення ними вкладів.
Структура статута повинна складатися з таких розділів:
1. Загальні положення.
2. Предмет діяльності.
3. Зовнішньоекономічна діяльність (якщо така передбачається).
4. Господарська діяльність.
5. Майно та статутний фонд.
6. Управління підприємством (видавництвом).
7. Припинення діяльності і реорганізація.

## Маркетинг-план
Видавнича програма — це чітко продуманий видавцем план його дій на ринку, який випливає із заявленої у Статуті мети та предмета діяльності й спрямована на підготовку та випуск потрібних суспільству або замовнику й економічно вигідних видавництву видань.
Поняття «видавнича програма» має більше поняття ніж «видавничий тематичний план», яким передбачається видання певної кількості конкретних назв за певний проміжок часу (місяць, квартал, рік).

### Головні чинники видавничої програми
- ґрунтовне вивчення тенденцій книговидавничого ринку і потреб потенційного споживача (читача) своєї продукції;
- чітке визначення спеціалізації видавництва й залучення для цього кваліфікованих кадрів;
- достатня орієнтація щодо видавничих програм і характеру діяльності конкурентів;
- добре налагоджена схема розповсюдження випущеної продукції у ланцюгу «видавництво—друкарня—покупець (споживач)».

### Ґрунтовне вивчення тенденцій книговидавничого ринку і потреб потенційного споживача (читача) продукції
За останні півтора десятиріччя відбулися кардинальні зміни в українському книговиданні. Вони відбулися на ринку пропозиції книги і ринку попиту на неї, які помітно вплинули на тенденції видавничого ринку і поведінку покупця. У радянський час читач змушений був купувати лише те, що пропонували видавництва. А у всьому була пропаганда радянської влади, писали тільки те, що наказувала влада. Книга несла в собі передусім «виховний», «ідеологічний» заряд, а не «пізнавальний», «споживацький», як це прийнято розуміти в західному світі.
А вже у часи незалежності України, саме читацькі смаки стали визначальними в поточних і перспективних планах діяльності більшості видавництв. Тоді за читацькими смаками змінювався й характер книжкових магазинів.
На першому місці за накладами і кількістю назв тривалий час домінували книги сексуально-еротичного та історичного напряму. Але і не менший попит був на заборонені раніше твори М. Костомарова, М. Грушевського, М. Драгоманова, М. Аркаса, І. Огієнка.
Переживши романтичний період національного пробудження і дещо перенаситившись такою «важкою» тематикою, український читач за короткий час спонукав своїми потребами до зміни характеру книжкових розкладок: «правити бал» на них стали твори класиків детективного жанру (А. Крісті, Ж. Сіменон, А. Чейз). На зміну їм незабаром прийшли романи жахів та література легких жанрів (найвигадливіші любовні пригоди), які пізніше доповнилися кримінально-бандитською тематикою сучасних авторів.
Нова хвиля читацького попиту винесла на ринок різноманітну літературу з вивчення іноземних мов, комп'ютерної тематики. Окремим потужним блоком на перші місця і за кількістю назв, і за накладами стали виходити навчальні видання. Міцно й надовго утверджуються на книжкових розкладках і полицях в останні роки довідники, словники. Повільно, але впевнено, з огляду на входження України до Європейського дому й пожвавлення туристичного бізнесу, розширюється асортимент і — найголовніше — якість видань краєзнавчо-туристичного характеру. Цей тематичний блок, судячи з його стрімкого розвитку в країнах Східної Європи, безумовно, має добру перспективу.
Видавнича програма розробляється не взагалі для всіх, а для конкретного читача. Такого, якого треба знати і за віком, і за освітою, і за статтю, і за політичними чи релігійними переконаннями. Скажімо, видавець, що підготував гарне й рідкісне видання з історії Українського православ'я, не може розраховувати на широку його реалізацію в тих регіонах західної України, де мешкають переважно віруючі католики[джерело?]. Так само як більший наклад «рос. Самоучителя украинского языка» чи «Російсько-український словник» слід направити саме у східні чи південні області України, де потреба в такій продукції є більш нагальною, ніж у Києві чи Львові. Наклад видання з генної інженерії «заляже» в провінції і може швидко розійтися у великих обласних центрах. «Збірник пісень нашої молодості» залюбки купуватимуть представники середнього і старшого покоління і аж ніяк не студенти чи старшокласники.

### Чітке визначення спеціалізації видавництва й залучення для цього кваліфікованих кадрів
Наступним чинником, що впливатиме на зміст програми, є чітке визначення спеціалізації видавництва й залучення для цього кваліфікованих кадрів. Безумовно, різною буде наповненість розділів поточного і перспективного планування в універсального і спеціалізованого видавництва, в того видавця, хто взяв в основу своєї діяльності випуск літератури для дітей чи дорослих, для студентів чи на широкий читацький загал.
Сьогодні легко для видавництва визначити, який профіль доставить найлегший шлях, щоб заробляти гроші в нинішніх умовах. З цим завданням успішно може впоратися і вузькоспеціалізоване, й універсальне, середнє і велике. Важливим лише має бути одне — компетентність видавця в обраній сфері діяльності, «безпрограшність» у виборі тематики майбутніх книг та їхніх авторів. Досягнути цього можна тільки завдяки добре підібраній команді однодумців, передусім у двох його підрозділах — управлінському та редакційно-творчому. Нерідко засновникові видавничого підрозділу бракує такої компетентності й обізнаності, не відразу знаходяться й фахівці. У таких випадках правильно роблять ті, хто звертається до послуг консультантів — знаних у своїй справі спеціалістів.
І все ж, кадри, які є у видавництві, є так званим обличчям фірми. Досвідчений, інтелігентний, грамотний і небайдужий до своєї справи редактор знайде підхід навіть до найвимогливішого автора, зробить з розхристаного і неструктурованого оригіналу — прочитну річ. Той самий редактор завжди знає, яка ще ніким на освоєна тема лежить на поверхні, як залучити до співробітництва потрібного автора, як націлити його писати твір під потрібного читача, яким чином заздалегідь «розкрутити» видання тощо.

### Достатня орієнтація щодо видавничих програм і характеру діяльності конкурентів
Добре знання видавництв-конкурентів, їхніх сильних і слабких сторін, постійний аналіз їхньої діяльності — один із найважливіших чинників у житті видавничої програми. Раніше орієнтуватися в тому, які є найближчі плани в конкурентів, легко було через кілька каналів. Передусім усі видавництва видавали анотовані річні плани випуску своєї літератури, які заздалегідь розповсюджували через книготорговельні організації, бібліотеки. Колишній Державний комітет у справах видавництв, поліграфії і книжкової торгівлі України (Держкомвидав) — це ще одна інстанція, де можна було напевно довідатися і про книги-двійники, і про задумки інших колег нових серій чи окремих видань, тематику яких можна було не дублювати.
Сьогодні найближчі, а тим більше перспективні, плани того чи іншого видавця нерідко є комерційною таємницею. Ми поступово приходимо до публічної форми «розкриття» своїх планів на етапі, що віддавна поширений на Заході, тобто коли книга вже перебуває в друці. На цьому етапі обігнати конкурента таким же солідним виданням, яке обіцяє добрий прибуток, практично немає ніякої можливості. І все ж ще й досі можна навести ряд прикладів недобросовісної конкуренції, коли одне популярне видання знаходимо через кілька днів на розкладках чи на головному книжковому базарі України — київській «Петрівці», але вже в іншій оправі і в іншій якості.
Сьогодні жоден видавець, а тим більше початкуючий, не застрахований, що чергова його книжкова родзинка — конкретна назва чи на подібну тему, на яку він розраховує і в «іміджевому», і в фінансовому планах, — не готується паралельно в іншому видавництві. Нерідко буває так, що вона з'являється в книжкових магазинах раніше «в подачі» саме конкурентів.
Безумовно, найкращим варіантом уникнення такої ситуації є упередження дій конкурентів. Саме для цього треба їх добре знати, прямо й опосередковано спілкуватися з ними, бути в курсі всіх головних подій, що стосуються життя книговидавничої галузі, постійно читати фахову періодику.
Таким чином, видавнича програма буде тим дієвішою і життєздатнішою, чим ретельніше і професійніше будуть враховані її розробниками різноманітні, навіть найменші, нюанси видавничого ринку.
Виграють тут малі видавництва. За рахунок мобільності в організації своєї роботи, значно нижчих розцінок у статтях загальновидавничих витрат у порівнянні з тими, де великий штат працівників, вони практично перебрали на себе значну кількість малотиражних і малообсягових замовних видань. Передусім це наукова, інструктивна література, буклети, програми й проспекти.

### Схема розповсюдження випущеної продукції у ланцюгу «видавництво—друкарня—покупець (споживач)»
Звичайно, розгалужена власна мережа книгорозповсюдження в усіх регіонах держави під силу великому видавництву. Новоствореному, якому вже тісно стає в межах випуску замовних видань, краще приєднатися до такого ж партнера. Шукати потенційних споживачів і розповсюджувачів своєї продукції найкраще під час роботи книжкових ярмарків, у довідниках «Видавництва, видавничі та книго-розповсюджувальні організації», які періодично видає Книжкова Палата України, а також на сторінках спеціалізованих видавничо-поліграфічних часописів, якими є, зокрема, «Друкарство», «Палітра друку», «Книгоноша», «Книжковий огляд», «Книжник-ревю» та інші. Значну частину робочого часу видавець змушений приділяти удосконаленню, урізноманітненню, оновленню своєї видавничої програми. До цього його спонукатиме ринок друкованої продукції, який увесь час змінюється, в якому постійно виникають, але відразу заповнюються вільні ніші. Пошук цей, як засвідчує практика, базується здебільшого на кількох основних блоках власної видавничої програми. Найпоширеніші з них — безпрограшні, кон'юнктурні та ексклюзивні видання.